# Geografia del Belgio

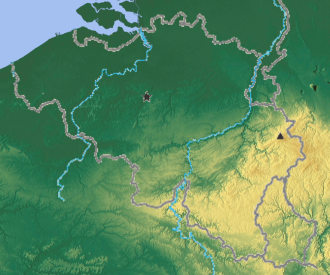
Mappa dei rilievi del Belgio.

Il Belgio si trova nell'Europa occidentale: si affaccia a nord-ovest per un breve tratto sul Mare del Nord e confina a sud-ovest con la Francia, a sud-est con il Lussemburgo, ad est con la Germania e a nord con i Paesi Bassi.

## Morfologia
Il territorio belga è diviso fra la regione delle montagne erciniche dell'Europa centro-occidentale e la zona dei bassopiani che ne occupa la parte più vicina al mare. La prima, formatasi nell'era paleozoica, in seguito al corrugamento detto appunto erciniano, è rappresentata dall'altopiano delle Ardenne che il Belgio,occupandone la maggior parte, divide con la Francia, il Lussemburgo e la Germania. Questo altopiano, che in parte è ancora rivestito di boschi, ha un aspetto uniforme per tutta la sua estensione e un'altitudine in complesso molto modesta, perché la massima altezza, raggiunta nello Hohes Venn presso il confine con la Germania, è di soli 692 m. L'altopiano costituisce la parte residua di potenti catene montuose sollevatesi nel Paleozoico e quindi erose e spianate; ma in queste sue forme dolci e solo leggermente ondulate i principali corsi d'acqua incidono delle valli profonde, che conferiscono al paesaggio un aspetto assai pittoresco. Per il resto si tratta di un territorio generalmente sterile e ricoperto di foreste e di lande, nella cui zona confinante con la regione tedesca dell'Eifel si trovano frequentemente stagni e torbiere.

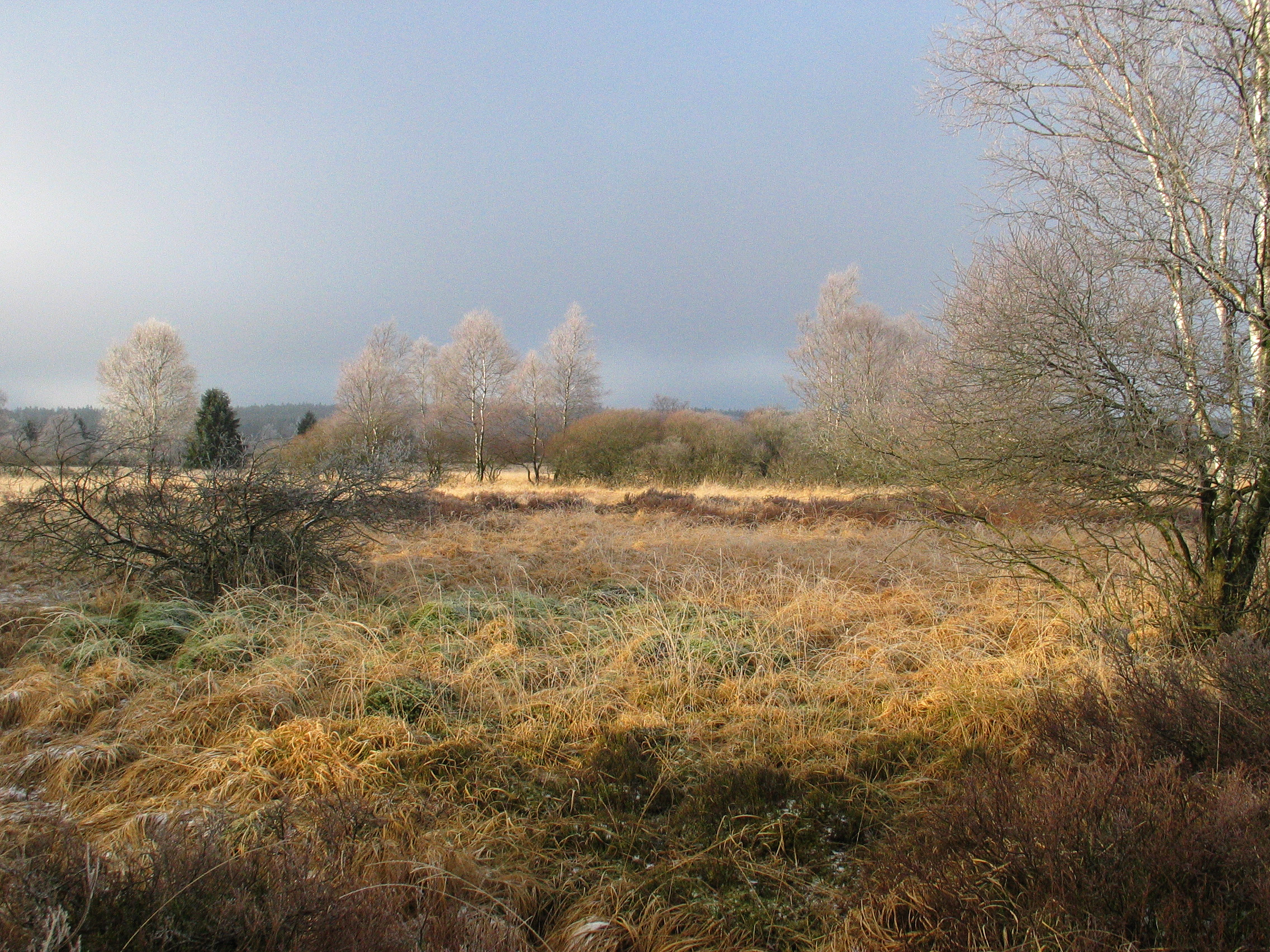
Le Hautes Fagnes, nelle Ardenne.

Il versante interno dell'altopiano delle Ardenne, al confine con la Francia e il Lussemburgo, forma la parte sud-orientale del Belgio e costituisce una piccola regione a sé. Protetta appunto dall'altopiano che la ripara dai venti occidentali, ha un clima più tiepido, e ciò spiega il nome di «Piccola Provenza» e di «Buon Paese», che le vien dato da Belgi e Lussemburghesi (questa regione infatti continua nel vicino Lussemburgo). Il contrasto col vicino altopiano è veramente notevole, perché alle forme dolci di quello subentrano qui dei rilievi à côtes, come dicono i Francesi. Si tratta di terreni in parte teneri (marne), in parte resistenti all'erosione (arenarie, calcari) che alternandosi formano una serie di depressioni e di creste; queste ultime, mentre digradano dolcemente verso sud, presentano a nord un lato ripido, che ha opposto resistenza all'erosione delle acque. Tra l'una e l'altra di queste creste si estendono dei piccoli altopiani, quasi sempre ricoperti da boschi. Anche le colture, favorite dal clima più mite, vi prosperano più che in altre parti.
Dall'altopiano delle Ardenne si passa verso nord-ovest a un paesaggio diverso. Alle arenarie e agli scisti del Primario subentrano i calcari, pure paleozoici, ma che danno luogo a una morfologia più varia, anche se l'altitudine media si fa ancora minore (non si raggiungono i 350 m). Anche le vallate si allargano maggiormente, salvo alcune valli dai fianchi più ripidi, dove i corsi d'acqua tagliano delle masse calcaree emergenti. Nei luoghi in cui queste rocce sono ricoperte da argilla le forme del terreno si fanno più molli e le colture vi trovano un ambiente assai favorevole; in altri luoghi i calcari danno luogo a fenomeni carsici, di cui si hanno esempi grandiosi: fiumi che si inabissano nel sottosuolo per riaffiorare più a valle, doline, inghiottitoi, grotte; alcune di queste veramente celebri per la grandiosità e la bellezza delle concrezioni calcaree (la grotta di Han formata dal fiume Lesse). Carsiche sono del resto le sorgenti che alimentano le principali città belghe, tra cui la stessa Bruxelles. Questa regione è compresa tra i corsi della Sambre e della Ourthe ed è divisa in due parti dalla valle della Mosa: a occidente la regione che prende appunto il nome di Entre Sambre-et-Meuse, a oriente il Condroz. L'una e l'altra sono limitate verso nord da un profondo solco orientato da sud-ovest a nord-est percorso dalla Sambre e dalla Mosa. Questo solco ha grande importanza dal punto di vista della morfologia perché divide il territorio belga in due parti profondamente diverse: l'alto Belgio a sud-est, cioè il territorio che è stato ora descritto, il medio e basso Belgio a nord-ovest. Il solco Sambre-Marna, formato da una vallata pittoresca, aperta e dai contorni dolci, ha importanza anche dal punto di vista umano perché costituisce una via di comunicazione importante tra la Senna e il Reno e perché vi si trovano ricchi giacimenti di carbone; due condizioni favorevoli che ne hanno determinato lo sviluppo economico.
Oltre la depressione Sambre-Mosa si estende il medio e basso Belgio, che viene indicato nell'insieme col nome di «bacino belga». Questa regione digrada da sud-est verso nord-ovest da un'altezza di 150 m fino al livello del mare e comprende a sua volta due parti distinte: la prima, più interna, corrispondente al nucleo centrale del Belgio, è una regione solo leggermente ondulata, costituita da rocce antiche del Primario, peraltro ricoperte da alluvioni diverse, di età da mesozoica a quaternaria. Questa copertura però è relativamente sottile e pertanto è sempre lo zoccolo antico che dà l'impronta alle forme del terreno e che mantiene elevata, se pur modestamente, l'intera regione. In questa parte del bacino belga rientrano il Brabante e lo Hainaut, regioni di florida agricoltura per i loro terreni di grande fertilità. Nella parte nord-occidentale il substrato roccioso antico si inabissa fino a grande profondità ed è ricoperto da una potente coltre di sedimenti, sabbie e argille terziarie e quaternarie, che costituiscono il vero e proprio bassopiano: è la seconda regione in cui possiamo dividere il bacino belga e che si estende fino al mare, dal quale appena la separa una lunga e quasi continua catena di dune costiere. Questo bassopiano scende anche qualche metro al di sotto del livello del mare (durante le alte maree) e sarebbe sommerso, se appunto non esistesse la difesa delle dune rafforzata dalle numerose opere costruite dall'uomo.
Le coste sono rettilinee, uniformi, prive di porti importanti, dove si accettui quello di Ostenda; altri centri costieri non sono che piccoli porti pescherecci o località balneari. Anversa, il maggior porto del Belgio, è sull'estuario della Schelda.
Un cenno a parte merita la regione della Campine, che occupa la parte settentrionale del Paese, al confine con i Paesi Bassi, entro la quale continua con eguali caratteri. Si tratta di una regione costituita da terreni alluvionali terrazzati, deposti dalla Mosa e da altri corsi d'acqua; terreni aridi e poveri, nei quali l'agricoltura incontra non poche difficoltà. Ma è stato possibile ugualmente estendere le colture al posto della landa con grande impiego dei concimi e dell'irrigazione.
In sintesi, per quanto predominino nel territorio del Belgio le forme piane o leggermente ondulate, pure si ha una notevole varietà di paesaggi, dai confini col Lussemburgo al mare; una varietà forse maggiore di quanto comunemente si crede e maggiore di quanto una semplice lettura della carta geografica può far intendere.

## Clima

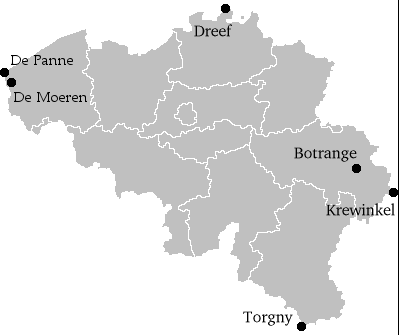
Mappa dei punti estremi del Belgio.

Tutto il Belgio fa parte in generale della regione europea a clima atlantico, caratterizzata da moderate variazioni stagionali della temperatura, copiosa umidità, cielo quasi sempre coperto di brume, notevole frequenza di venti e di burrasche. Ma sia perché il territorio si addentra alquanto nell'interno, sia per la presenza dell'altopiano delle Ardenne, vi sono differenze climatiche sensibili in rapporto all'altitudine e alla distanza dal mare. Si può dire insomma che, come si differenziano i caratteri della morfologia col procedere dalle parti più interne ed elevate del Paese fino al mare, così si differenziano pure, benché in misura meno spiccata, le caratteristiche del clima.
Le temperature medie aumentano col procedere dall'interno verso la costa, ma neppure nella zona litoranea ci si avvicina durante l'inverno alle miti temperature di quelle zone, come la costa bretone o irlandese, che più direttamente sono esposte all'influenza atlantica. In tutto il bacino belga la temperatura di gennaio è superiore a 0 °C, ma, mentre nella parte interna supera di poco questa cifra, sulla costa si arriva a 2 °C; le estati sono alquanto più calde nell'interno che sulla costa. Nell'altopiano delle Ardenne si hanno medie di gennaio di -3 °C e anche di -5 °C e in luglio temperature in genere inferiori a 15 °C. Nelle zone più interne si hanno condizioni più o meno simili.
Per ciò che riguarda le precipitazioni, esse sono in tutto il Belgio ben distribuite tra i vari mesi dell'anno, ma solo sulla costa il regime è tipicamente oceanico (piogge in tutte le stagioni con prevalenza in autunno), perché nell'interno si fa sentire già l'influenza dell'Europa continentale, che fa aumentare le piogge in estate. Alla grande frequenza dei giorni piovosi, cui si accompagnano una più alta frequenza della nebulosità e una forte umidità dell'aria, non corrisponde una grande quantità di pioggia caduta: intorno ai 700 mm nel bassopiano e sulla costa, mentre nelle Ardenne si raggiunge 1 metro e più.
Il regime dei venti mostra l'influenza dominante dell'Atlantico; questi venti infatti spirano in prevalenza da ovest in estate e da sud-ovest in inverno, così che in ogni stagione i venti dell'oceano giungono sul Belgio portandovi umidità e precipitazioni. Non sono rari tuttavia anche i venti orientali che, specie in primavera, possono provocare sugli altopiani giornate di cielo limpido con freddo intenso.

## Idrografia

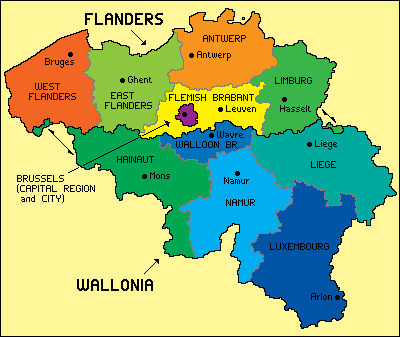
Mappa delle regioni e province belga.

Il territorio del Belgio è solcato da numerosi fiumi che per le continue precipitazioni e la impermeabilità dei terreni sono quasi tutti molto ricchi di acque; ma nessuno dei fiumi importanti appartiene interamente al Belgio.
La regione nord-occidentale convoglia le sue acque nell'Yser. Questo, che scorre nel territorio della Fiandra e sfocia direttamente al mare dopo un percorso in territorio belga di 50 km, è un fiume regolare e ricco di acque ed è perciò facilmente incanalato e utilizzato per la navigazione.
Il medio e basso Belgio manda invece le sue acque alla Schelda, che scorre in territorio belga per 233 km. È questo un fiume tipico di pianura, dalla piccola pendenza e dal regime assai regolare; benché abbia le sue origini in Francia e la foce nei Paesi Bassi, la Schelda è veramente il fiume belga per eccellenza, in quanto drena coi suoi affluenti quasi metà del territorio del Belgio. Dall'estuario della Schelda l'onda di marea risale profondamente il corso del fiume e dei suoi affluenti e si risente fino a Gand.
La Mosa, che scorre per 183 km in territorio belga, incide dapprima l'altopiano delle Ardenne con valli incassate ed entra quindi nel grande solco longitudinale percorso nel primo tratto dalla Sambre, l'unico importante tra i suoi affluenti di sinistra. Da destra invece la Mosa riceve diversi affluenti ricchi di acque (Lesse, Ourthe e altri). Poiché la Mosa scorre in una valle incassata, è già a un livello basso quando entra in territorio belga (74 m a Namur, 55 a Liegi) e la sua pendenza perciò è debole, mentre è più forte quella dei suoi affluenti che scendono dalle Ardenne. Questi, nel periodo in cui le precipitazioni si fanno più abbondanti, si ingrossano e fanno pure gonfiare la Mosa, che perciò ha un regime alquanto irregolare.
In complesso questi fiumi, dalla portata sempre cospicua e dalla modesta pendenza, sono per la maggior parte navigabili e costituiscono importanti vie di comunicazione per l'economia del Belgio.

## Flora e fauna
Tutto il Belgio, ad eccezione delle Ardenne, ricade all'interno della zona delle foreste di latifoglie. L'albero dominante è la quercia, ma si trovano anche faggi, betulle e olmi. Tuttavia rimane ben poco della foresta che ricopriva quest'area 2000 anni fa. La maggior parte delle pianure del Paese sono oggi ricoperte da terreni coltivati e insediamenti urbani; aree limitate di alberi decidui e zone erbose dominano negli spazi aperti rimanenti. Nella Campine, comunque, aree anche piuttosto estese sono destinate alla piantumazione di foreste di betulla bianca e pino nero.
Le Ardenne si trovano nella zona delle foreste miste di latifoglie e conifere. La zona, comunque, è stata intensamente sfruttata per il legname per molti secoli, e di conseguenza sono ben poche le aree di foresta primigenia rimaste. Al giorno d'oggi le Ardenne sono dominate da foreste di conifere nelle zone più elevate e da foreste miste di conifere e latifoglie, specialmente faggi e querce, nelle colline ai loro piedi. Nella regione delle Hautes Fagnes, situata presso il margine nord-orientale delle Ardenne, si trovano molte torbiere. Il drenaggio, tuttavia, è migliore che nelle aree circostanti, e la zona, ricoperta da abeti rossi, è parte di una riserva naturale.
Foreste e distese erbose dominano il paesaggio a sud della depressione Sambre-Mosa. Dei prati, con alcuni frutteti, si incontrano nella depressione della Fagne e nel Pays de Herve, mentre la foresta occupa una porzione significativa del terreno su entrambi i bordi delle Ardenne e nel cuore del «Buon Paese».
La popolazione animale, fortemente ridotta a causa delle attività umane, è tipicamente eurasiatica. La maggior parte degli animali selvatici rimasti si trova nelle Ardenne; cinghiali, gatti selvatici, cervi e fagiani sono tra gli animali più comuni della regione. Nelle pianure del Paese è possibile incontrare un gran numero di uccelli, compresi piro piro, beccacce, beccaccini e pavoncelle. Il bacino belga a nord delle Ardenne ospita una numerosa popolazione di topi muschiati e criceti.